# Adalbert Rebić
Adalbert Rebić (Klenovec Humski, 23. siječnja 1937. – Zagreb, 20. veljače 2014.) bio je svećenik, sveučilišni profesor, prevoditelj.

## Životopis
Rođen je 23. siječnja 1937. godine u Klenovcu Humskom u Humu na Sutli u župi Uznesenje BDM, Taborsko (otac Adalbert, majka Marija r. Peček; tri brata, dvije sestre). Pučku školu pohađa u rodnome mjestu (od 1944. do 1948.), a Klasičnu gimnaziju u Zagrebu od 1948. – 1956. godine. Filozofski studij u Zagrebu i na Filozofskom fakultetu Papinskog sveučilišta Gregorijane u Rimu (1956. – 1961.), Teološki fakultet na Papinskom sveučilištu Gregorijani (1961. – 1965.). Magisterij iz biblijskih znanosti na Biblijskom fakultetu Papinskog biblijskog instituta u Rimu (1965. – 1968.) te doktorat iz biblijske teologije na Papinskom Gregorijanskom sveučilištu. Vratio se u Zagreb 1969. godine, te zajedno s prof. Celestinom Tomićem, preuzeo predavanja na Katedri Svetog pisma Starog zavjeta.
Za svećenika je zaređen 10. listopada 1964. godine u Rimu. Imenovan je prebendarom 1970. godine te kroz 44 godine vjerno i savjesno obavljao službu prebendara zagrebačke katedrale, ispovijedajući i propovijedajući. 
Na Katoličkom bogoslovnom fakultetu Sveučilišta u Zagrebu bio je profesor biblijskih znanosti, orijentalnih jezika (hebrejski, aramejski, sirijski i arapski) i biblijske arheologije od 1968. do 2007. Godine 1996. izabran je i za v.d. pročelnika Katedre filozofije. Povremeno je predavao i na bogoslovnim učilištima u Zadru (1969. – 1970.) i Đakovu (1971. – 1978.). Od 1996. godine predavao je hebrejski jezik kao izborni predmet na Filozofskom fakultetu i Fakultetu za elektrotehiku i računarstvo Sveučilišta u Zagrebu. Umirovljen je kao izvandredni profesor. 
Prevodio je s njemačkoga, francuskoga, talijanskoga, engleskoga i španjolskoga jezika. Napisao je i Slovnicu hebrejskog jezika s čitankom. Od 1970. je na hrvatski jezik s raznih jezika preveo 26 knjiga.  Njegovi su prijevodi tečni, razumljivi, "pogađaju duh hrvatskoga jezika a da pritom ne izdaju duh jezika s kojega prevodi". Izbjegavao je tuđice; jezik mu je čist. Često je s iznenađujućim novim riječima obogaćivao hrvatski jezik. Društvo hrvatskih književnih dodijelilo mu je 2010. godine nagradu za životno djelo. 
Kao lektor hrvatskog prijevoda Jeremije proroka, knjige Tužaljki i Ezekijela proroka, sudjelovao je u prijevodu Biblije na hrvatski jezik u izdanju izdavačke kuće "Stvarnost" 1968. godine. 
U izdavačkoj kući Kršćanska sadašnjost bio je urednik biblijskih izdanja i njezin direktor od 1968. do 2009. godine.  Od 1971. do 1995. godine bio je glavni urednik Bogoslovske smotre.  Od 1972. do 1992. godine bio je tajnik Teološko-pastoralnog tjedna.  Godine 1972. postao je predsjednikom Hrvatskoga mariološkog instituta (od 1977. do 2002. u funkciji predsjednika).
Bio je glavni urednik Religijskog leksikona u Leksikografskom zavodu Miroslav Krleža. Kao lektor hrvatskog prijevoda Jeremije proroka, knjige Tužaljki i Ezekijela proroka, sudjelovao je u prijevodu Biblije na hrvatski jezik u izdanju izdavačke kuće "Stvarnost" 1968. godine. Od 1974. je član Društva hrvatskih književnih prevoditelja, član Društva umjetnika Hrvatske, od 1980. redoviti član Papinske međunarodne marijanske akademije a od 1990. Član židovskog kulturnog društva Šalom Freiberger od 1990. 
Od 26. studenog 1991. do 2. veljače 1995. bio je predstojnik Vladinog Ureda za prognanike i izbjeglice a od 9. veljače 1995. bio je ministar bez lisnice u Vladi zadužen za humanitarna pitanja. Odlikovan je visokim državnim odličjima, dobio je priznanja i od Hrvatske akademije znanosti i umjetnosti. 
Godine 2012. objavio je knjigu „Sve moje izbjeglice“ u kojoj rasvjetljava zbivanja tijekom Domovinskog rata te govori o zbrinjavanju prognanih i izbjeglih iz Hrvatske i BiH. Knjiga sadrži dokumente iz kojih je razvidno da je RH zbrinjavala stotina tisuća prognanika i izbjeglica. Dodatno knjiga sadrži dokumente iz tzv. krajine, koji pokazuju kako se odvijala evakuacija srpskog stanovništva tijekom Oluje što ju je organiziralo političko vodstvo te iste krajine.  
Godine 2008. bio je svjedok obrane u Haagu za hrvatske generale iz Bosne i Hercegovine (Jadranka Prlića, Brunu Stojića, Slobodana Praljka, Milivoja Petkovića, Valentina Ćorića i Berislava Pušića).
Od 1996. organizirao seminare za studente teologije i hodočašća za vjernike u Izraelu (ukupno 115 putovanja, 6000 hodočasnika).
Autor je velikog broja znanstvenih i stručnih radova te oko 40 knjiga.

## Izabrana djela
AUTORSKE KNJIGE
•	2012. Sve moje izbjeglice 
•	2011. U tebi će biti blagoslovljeni svi narodi
•	2010. Vodič po Svetoj zemlji 
•	2010. Psalmi i kantici
•	2009. Homilije - Biblijsko-teološki vid - Za liturgijsku godinu B
•	2007. Uz Božić - Biblijsko-teološka razmišljanja
•	2007. Homilije - Biblijsko-teološki vid - Za liturgijsku godinu A
•	2007. Odnos između Židova i kršćana kroz povijest
•	2006. Vodič po Svetoj zemlji
•	2006. Mali religijski rječnik
•	2006. Homilije - Biblijsko-teološki vid - Za liturgijsku godinu C
•	2005. Biblijski i crkveno-povijesni vidovi euharistije i križa
•	2005. Biblijsko-teološki pabirci o Isusu Kristu
•	2005. Prorok i njegova preljubnica (Hoš 1 - 4). Metafora braka u službi proročke poruke
•	2002. Opći religijski leksikon
•	2001. Ljekarnica nebeska hrvatskoga naroda
•	1999. Isusovo uskrsnuće - Izvješća, vjera i činjenice - Raščlamba novozavjetnih izvještaja o uskrsnuću Isusa Krista
•	1997. Slovnica hebrejskog jezika s čitankom
•	1996. Stvaranje svijeta i čovjeka
•	1996. Središnje teme Staroga zavjeta 
•	1996. Vodič po Svetoj zemlji
•	1996. Čovjek prorok Božji
•	1996. Blaženstva
•	1995. Očenaš, molitva Gospodnja
•	1995. Alojzije Stepinac. Hrvatsko hodočašće u Svetu zemlju 1937.
•	1993. Amos prorok pravde
•	1992. Biblijske starine
•	1988. Riječi života vječnoga
•	1986. Blaženstva
•	1982. Prorok čovjek Božji
•	1973. Očenaš, molitva Gospodnja
•	1972.  Biblijska povijest (koautor Janko Oberški)
•	1972. Isusovo uskrsnuće - Izvješća, vjera i činjenice - Raščlamba novozavjetnih izvještaja o uskrsnuću Isusa Krista
•	1970. Biblijska prapovijest
•	1970. S Biblijom kroz misu
•	1970. Marija u Bibliji
UREDNIČKE KNJIGE
•	1997. Marijin lik danas
•	1990. Štovanje Bogorodice u Hrvata u 19. i 20. stoljeću
•	1988. Mundi Melioris Origo. Marija i Hrvati u barokno doba
•	1988. Blažena Djevica Marija u kršćanskoj duhovnosti
•	1985. naša prošteništa i Crkva na putu. Zbornik radova III. Hrvatskoga mariološkog simpozija u Mariji Bistrici 28 - 30. 5. 1984. 
•	1981. Advocata Croatiae. Zbornik radova hrvatske sekcije VIII. Međunarodnog mariološkog i XV. Marijanskog kongresa, Zaragosa, 3 - 12. 10. 1979.
•	1978. Bogorodica u hrvatskom narodu. Zbornik radova Prvoga hrvatskog mariološkog kongresa održanog u Splitu 1976. godine